# Ixora clandestina
Ixora clandestina är en måreväxtart som beskrevs av De Block. Ixora clandestina ingår i släktet Ixora och familjen måreväxter. Inga underarter finns listade i Catalogue of Life.